# Palmadula
Palmadula (Paimadura in sassarese) è una frazione del comune di Sassari situata nella regione della Nurra, nel nord-ovest Sardegna, di circa mille abitanti.
Dista circa 40 km da Sassari, 20 km da Porto Torres e 30 km da Alghero. Dista inoltre sei chilometri dalla costa, dove si trova il centro abitato più vicino a Palmadula, l'Argentiera, un tempo importante sito minerario, oggi attraente meta turistica.
La lingua parlata è il sassarese nella "variante" nurrese, parlato in una fascia compresa tra Palmadula, l'Argentiera, La Pedraia, Biancareddu, La Corte, Canaglia, Pozzo San Nicola e Stintino.
L'economia del centro si basa principalmente sulla pesca, sull'agricoltura e sul turismo.
L'unico luogo di culto presente è la chiesa parrocchiale di Santa Maria Assunta.